# Guillermo La Rosa
Guillermo Claudio La Rosa Laguna (Lima, 6 giugno 1952) è un ex calciatore peruviano che ha giocato nel ruolo di attaccante.

## Carriera
Ha militato nell'Allianz Lima e nell'Atletico Medellin, in Colombia, mentre ha disputato con la Nazionale peruviana le fasi finali dei Mondiali di calcio Argentina 1978 e dei Mondiali di calcio Spagna 1982. In quest'ultimo fu l'autore dell'unico gol fatto nella sconfitta per 5 a 1 contro la Polonia (ultima rete messa a segno dalla blanquirroja in una fase finale del Mondiale fino al 2018 quando il Perù è tornato al gol in una fase finale del Mondiale grazie a Carrillo in Perù-Australia 2-0) che lo rese celebre in patria.

## Palmarès

### Club

#### Competizioni nazionali
- Campionato interregionale: 1

Alianza Lima: 1978
- Campionato peruviano: 2

Alianza Lima: 1977, 1978
- Campionato colombiano: 2

Nacional Medellín: 1981
America Cali: 1984

### Nazionale
- Giochi Bolivariani: 1

1973

### Individuale
- Capocannoniere della Coppa Libertadores: 1

1978 (8 gol, a pari merito con Néstor Scotta)